# Freudenberg (Baviera)
Freudenberg è un comune tedesco situato nel circondario di Amberg-Sulzbach, nel land della Baviera.